# Baeoura primaeva
Baeoura primaeva är en tvåvingeart som först beskrevs av Alexander 1957.  Baeoura primaeva ingår i släktet Baeoura och familjen småharkrankar. Inga underarter finns listade i Catalogue of Life.